# Me Merbo
Me Merbo is een bestuurslaag in het regentschap Aceh Utara van de provincie Atjeh, Indonesië. Me Merbo telt 475 inwoners (volkstelling 2010).